# Geesje Mesdag-van Calcar

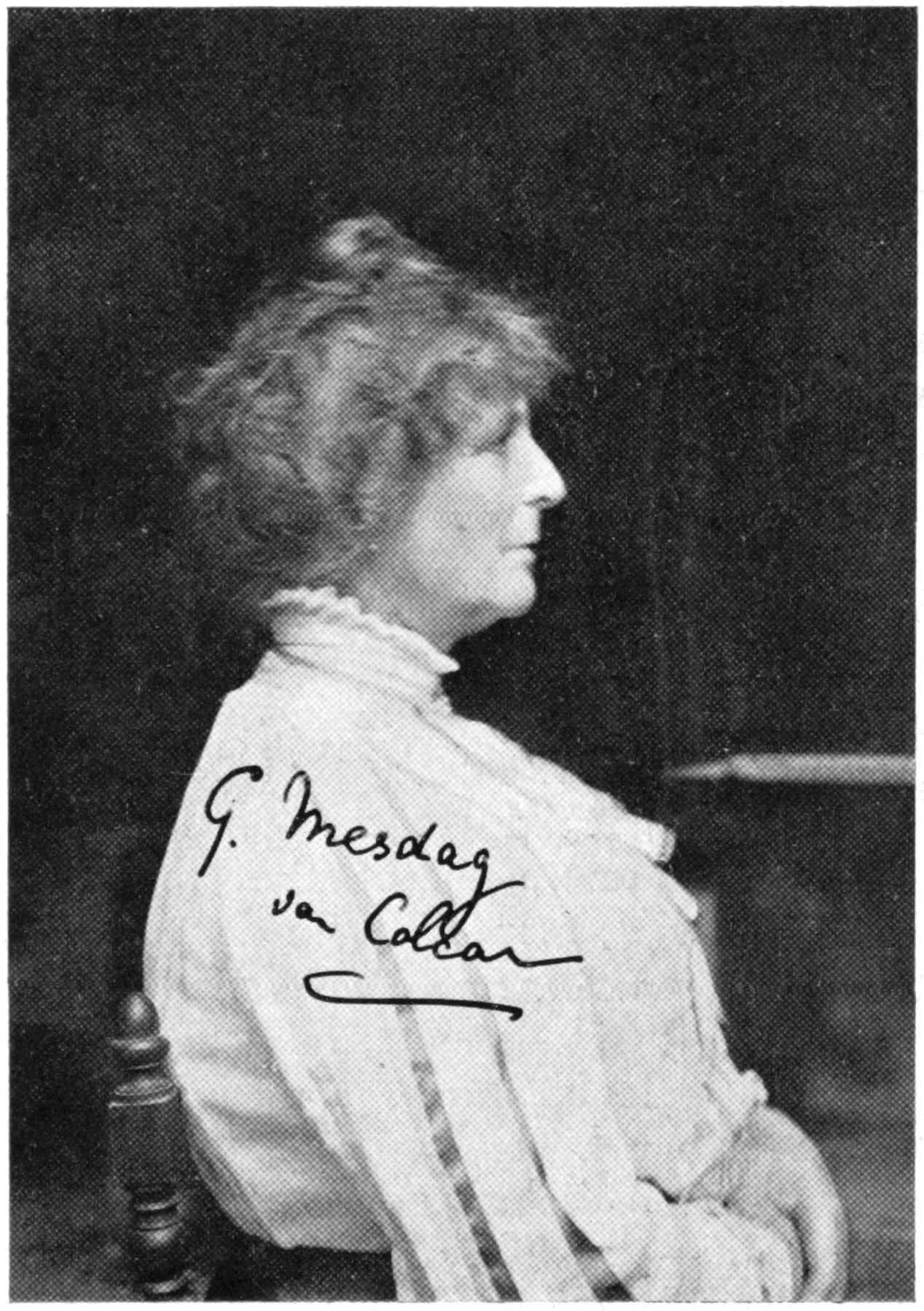
Geesje Mesdag-van Calcar, 1927

Geesje Mesdag-van Calcar (* 2. Juli 1850 oder 1851 in Hoogezand; † 12. April 1936 in Scheveningen) war eine niederländische Malerin, Radiererin und Grafikerin.

## Leben

Kommission der Nationalen Ausstellung für Frauenarbeit, 1898

Geesje van Calcar (auch Gesina/Gesine van Calcar/Calcor) wurde als eines von acht Kindern des Allgemeinarztes Berend Pieters Van Calcar und Barbara Christina De Boer in Hoogezand geboren. Von 1878 bis 1882 wurde sie an der Academie Minerva in Groningen ausgebildet und wohnte während dessen bei ihrer Cousine Anna Romkes. Anschließend wurde sie von Paul Gabriël in Brüssel unterrichtet.
Im Jahr 1882 heiratete Geesje van Calcar den Bankier und Maler Taco Mesdag (1829–1902), Bruder des Marine- und Landschaftsmalers Hendrik Willem Mesdag. Sie ließen sich in Scheveningen/Den Haag nieder, blieben aber ihrer Heimatregion verbunden. So stellten sie regelmäßig in Groningen aus und verbrachten jedes Jahr die Sommermonate auf ihrem Bauernhof „huize Rezzago“ in Vries in der Gemeinde Tynaarlo an der Grenze zwischen Groningen und Drenthe. In diesem Sommeratelier konnten sie im Freien arbeiten und Geesje malte unter anderem zwanglose Blumengruppen. Auch ihr Schwager Hendrik Willem Mesdag und ihre Schwägerin Sientje Mesdag-van Houten wohnten regelmäßig dort.

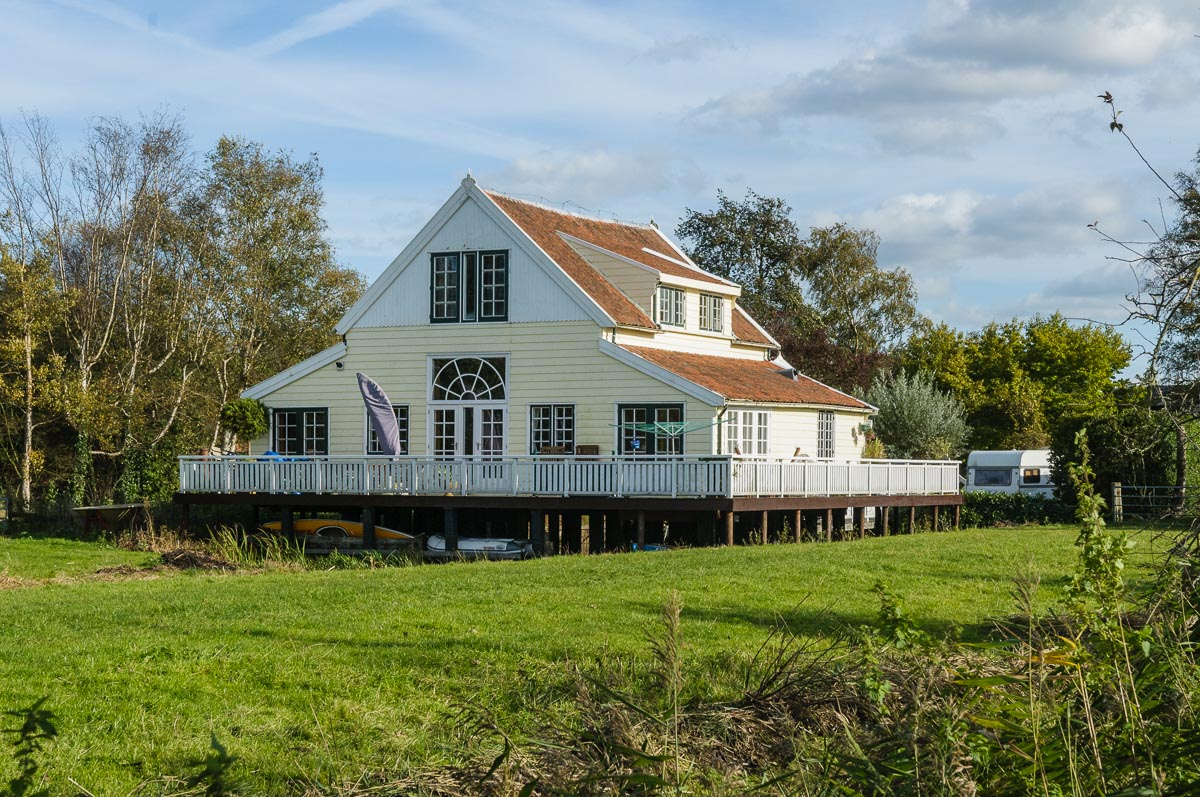
Ehemaliges Atelier, Kortenhoef

Das Paar gehörte der Haager Schule an, und Geesje stellte regelmäßig im In- und Ausland aus. Sie war maßgeblich an der Organisation der Nationalen Frauenausstellungen („Nationale Tentoonstelling van Vrouwenarbeid“) 1898 in Den Haag und 1913 in Amsterdam beteiligt. Daneben sammelte sie auch zusammen mit ihrem Mann Kunst. Nach dessen Tod im Jahr 1902 schenkte sie eine große Sammlung von Gemälden der Haager Schule dem Antiquitätenmuseum, dem heutigen Groninger Museum.  1903 konnte ihre Sammlung auf einer von der Rotterdamer Kunstakademie („Academie voor beeldende kunsten en technische wetenschappen“, heutiger Name Willem de Kooning Academie) organisierten Kunstausstellungen („kunstbeschouwingen“) besichtigt werden, die nur für Mitglieder zugänglich war. 1910 folgte eine Ausstellung im Pulchri Studio.
1904 verlegte Geesje van Calcar ihre Aktivitäten im Freien von Vries in das Dorf Kortenhoef, wo sie ein Atelierhaus auf Stelzen im Wasser bauen ließ. Dieser Ort inspirierte sie dazu, Polderlandschaften in einem eher impressionistischen Stil zu malen. Sie starb 1936 in Scheveningen.

## Werk
Mesdag-van Calcar schuf Aquarelle, Radierungen, Grafiken, Ölbilder und Zeichnungen. Zu ihren Motiven gehörten Landschaften, Dünen-, Moor und Winterlandschaften, Interieurs und Blumenstillleben.
Sie stellte ihre Werke im Palace of Fine Arts (heute Museum of Science and Industry Chicago) auf der World’s Columbian Exposition 1893 in Chicago aus und erhielt eine lobende Erwähnung auf der Weltausstellung Paris 1889 und eine Silbermedaille in London.
Mesdag-van Calcar war Mitglied im Pulchri Studio.
Ihre Werke befinden sich unter anderem in der Sammlung Mesdag in Den Haag, dem Groninger Museum, dem Museum Middelburg und im Frans Hals Museum in Haarlem.

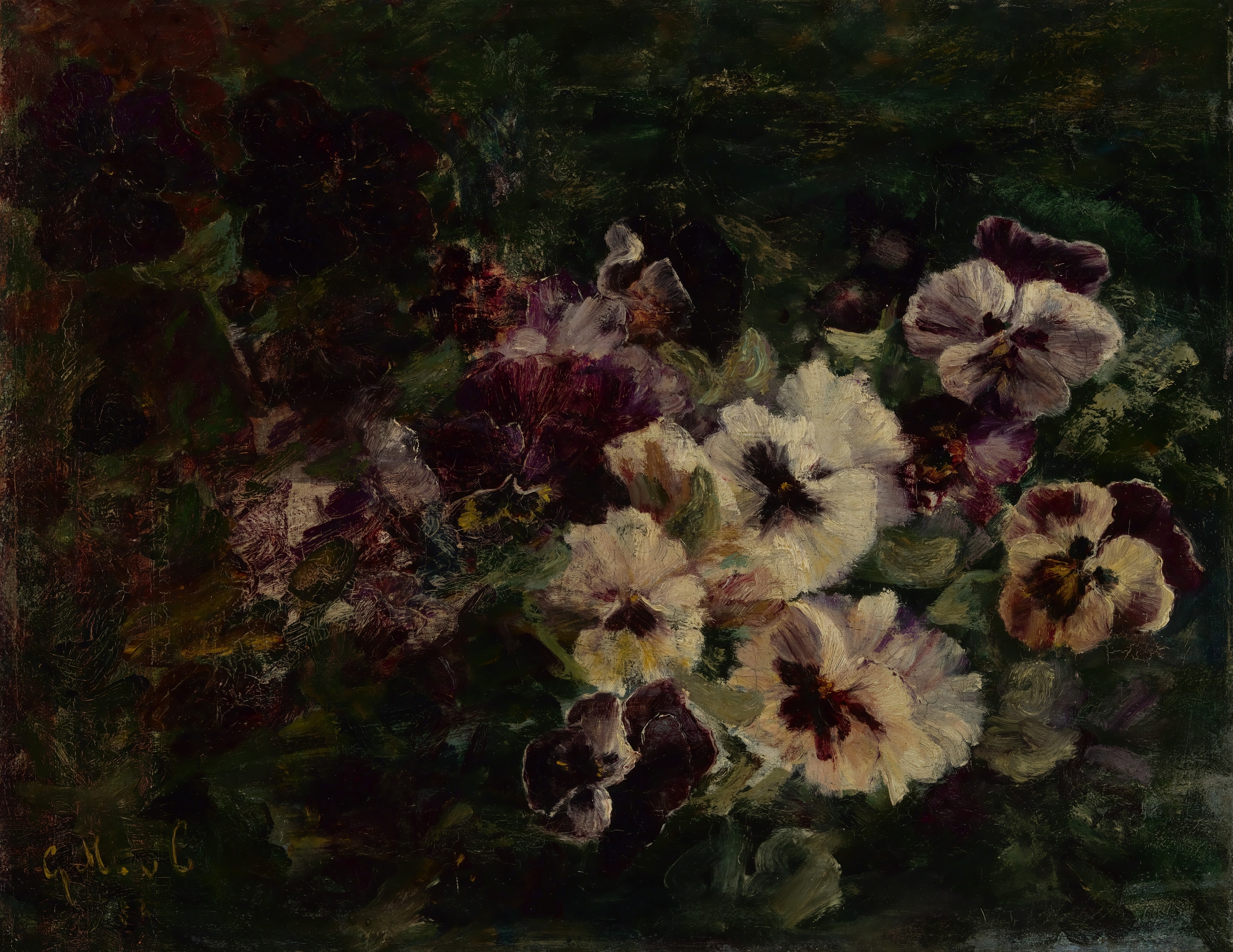
Stilleven met viooltjes, 1882
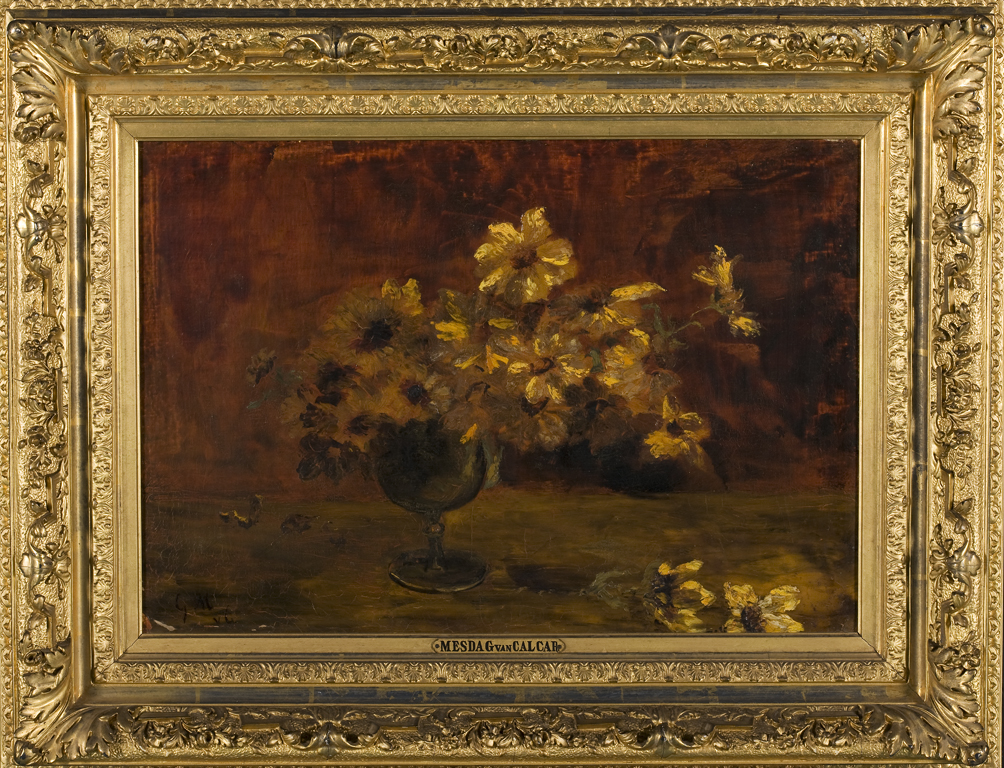
Stilleben mit Blumen, zwischen 1865 und 1936
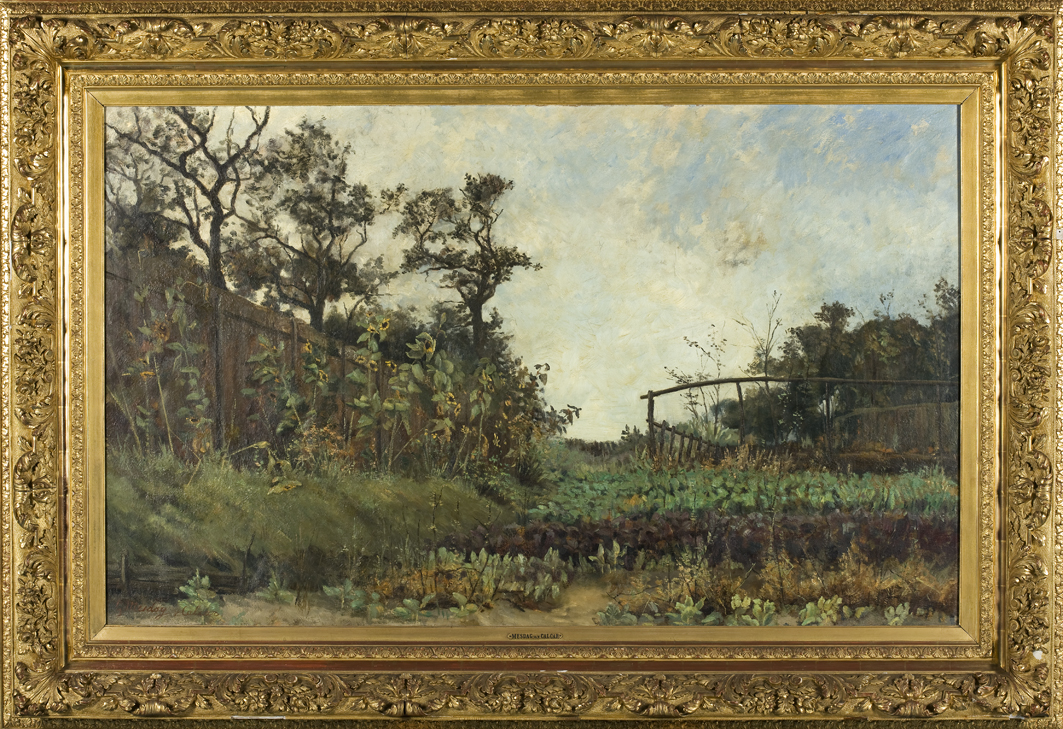
Garten, zwischen 1865 und 1936
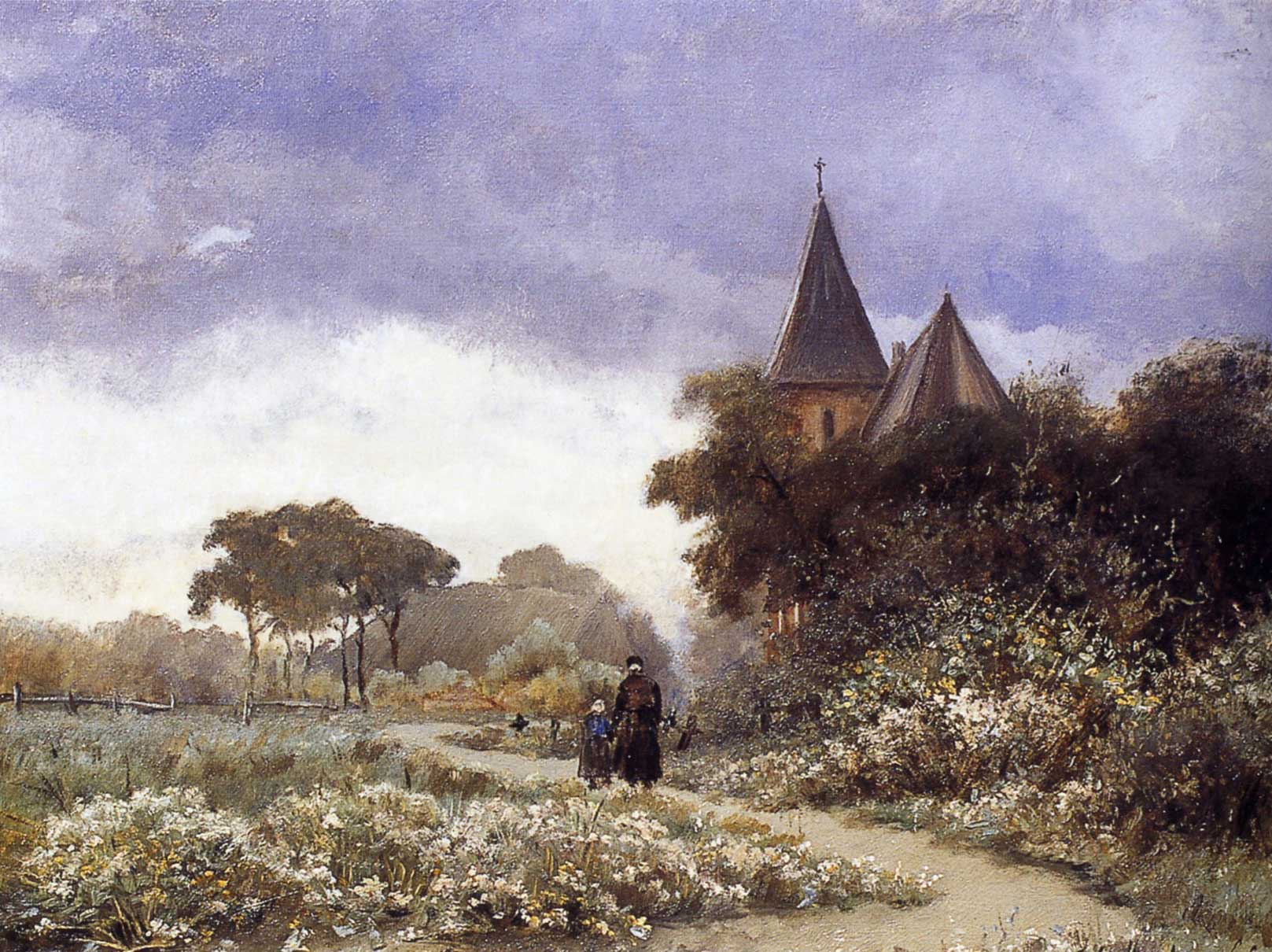
Ansicht von Vries mit Bonifatiuskirche, vor 1936